# Korpikå
Korpikå är en jordbruksby i östra Norrbotten, Kalix kommun, knappt 2 mil norr om Kalix. Vid byn bildar Korpikån några smärre sjöar.
Olika tolkningar finns av namnets ursprung, endera från finskans Korpijoki (Vildmarksälven) eller från samiskas där den i grundformen skulle betytt "platsen där solen lyser på det glänsande berget". I äldre skrifter förekommer stavningarna Korpekå och Korpekåå. Korpikå har en backe som vintertid erbjuder en utmaning för norrgående tung trafik. 

## Om orten
Byn har en kyrka, Korpikå kyrka samt en aktiv bygdegårdsförening som grundades 1937, och som gör aktiviteter i byn och hyr ut sin lokal för olika ändamål.